# Shakirov Sebestyén
Shakirov Sebestyén (Kazany, 1893. február 18. – Nagybánya, 1966. április 23. ) orosz származású erdélyi festő.

## Életpályája
A Volga mentéről került Erdélybe hadifogolyként, s mint unitárius vallásra áttért, magyar kultúrájú festő hunyt el Nagybányán. Apja kazáni orosz kereskedő volt. Az első világháborúban hadifogolyként egy Bécs melletti táborba vitték, innen a Tövis melletti Diódra került egy birtokra. Tövisen alapított szabóműhelyt és végleg Erdélyben telepedett meg. 
Művészeti tanulmányait egy orosz festőiskolában kezdte 1913-ban, majd galíciai frontszolgálata, fogsága és erdélyi megtelepedése után a nagybányai kolónián folytatta (1922–1925). 1929-ben Nagybányára költözött, ahol a művésztelep tagjaival jelentkezett kiállításokon. 1934-ben a Nagybányai Festők Társasága törzstagjává választották. A művésztelep hagyományai és Thorma János tanítása alakították ki lírai fogantatású, puha tónusú tájképfestészetét. 
Előszeretettel festette a Nagybánya környéki erdőket, a Zazar-parti tájakat. Sok képe készült az Al-Duna menti Ada-Kaleh szigetén és Déván: 
a dévai várat, a vallásalapító Dávid Ferenc fogságának helyét több festményén örökítette meg, ezeket 1929-ben a kolozsvári unitárius egyház termében állította ki. Erdélyi lapok (mindenekelőtt a Pásztortűz) irodalmi szövegképekként közöltek műveiből.

## Művei (válogatás)
- Bivalyok, (olaj / vászon 1929, magángyűjtemény)
- Nagybányai tél (pasztell / papír, 1932, magángyűjtemény)